# DESFA
DESFA (греч. ΔΕΣΦΑ — Διαχειριστής Εθνικού Συστήματος Φυσικού Αερίου) — государственная компания, эксклюзивный оператор греческой национальной газотранспортной системы, отвечает за её развитие и эксплуатацию. Основана в 2005 году правительством Греции как дочерняя компания корпорации DEPA. Управляется Советом директоров во главе с президентом Николаосом Мавроматисом.

## «Южный поток»
В мае 2009 года «Газпром» и DESFA подписали базовое соглашение о сотрудничестве по проекту «Южный поток» на территории Греции, установили принципы взаимодействия на прединвестиционной стадии проекта и определили условия, порядок создания и механизмы деятельности совместной проектной компании. 7 июня 2010 года «Газпром» и DESFA подписали в Москве соглашение о строительстве греческого участка газопровода «Южный поток». Совместное предприятие сразу было задекларировано как паритетное. Основная задача деятельности компании — строительство и эксплуатация греческого участка газопровода. Стоимость этого отрезка оценивается в миллиард евро .
1 июля 2010 года «Газпром» и DESFA учредили компанию South Stream Greece AE, зарегистрировав её в Афинах. Каждая из компаний владеет в совместном предприятии долей в 50 %. Проект технико-экономического обоснования будет завершен до конца 2011 года, а газопровод должен вступить в строй к 2015 году.